# Romuald Jaworski (oficer)
Romuald Jaworski h. Sas (ur. 25 stycznia 1897, zm. 1940 w ZSRR) – major kawalerii Wojska Polskiego, ofiara zbrodni katyńskiej.

## Życiorys
Urodził się 25 stycznia 1897 jako syn Stanisława. Po odzyskaniu przez Polskę niepodległości został przyjęty do Wojska Polskiego. Został awansowany do stopnia porucznika kawalerii ze starszeństwem z dniem 1 czerwca 1919. W latach 20. i 30. był oficerem 7 pułku ułanów (Mińsk Mazowiecki). Został awansowany do stopnia rotmistrza kawalerii ze starszeństwem z dniem 1 stycznia 1928. 5 października 1924 został przeniesiony z 7 pułku ułanów do Korpusu Ochrony Pogranicza, w strukturze którego od 1925 był dowódcą szwadronu kawalerii KOP „Mizocz”, a od 16 lipca 1929 do 31 marca 1930 był dowódcą szwadronu kawalerii KOP „Stołpce”, po czym został przeniesiony do 5 pułku ułanów. W 1932 był ponownie oficerem 7 pułku ułanów.
Po wybuchu II wojny światowej podczas kampanii wrześniowej 1939 w stopniu majora pełnił stanowisko kwatermistrza 7 pułku ułanów. 27 lub 29 września 1939 dostał się do sowieckiej niewoli. Przebywał w więzieniu w Kijowie. Pod koniec kwietnia lub na początku maja 1940 por. lek. Ryszard Kaszubski po raz ostatni słyszał jak nazwisko „Jaworski” było wywoływane z innej celi do transportu.
Na wiosnę został zamordowany przez NKWD. Jego nazwisko znalazło się na tzw. Ukraińskiej Liście Katyńskiej opublikowanej w 1994 (został wymieniony na liście wywózkowej 56/3-93 oznaczony numerem 3397). Ofiary tej części zbrodni katyńskiej zostały pochowane na otwartym w 2012 Polskim Cmentarzu Wojennym w Kijowie-Bykowni.

## Ordery i odznaczenia
- Krzyż Walecznych (trzykrotnie)[14]
- Medal Niepodległości (3 czerwca 1933)[15][1]
- Srebrny Krzyż Zasługi (29 października 1926)[16]
- Odznaka za Rany i Kontuzje[14]
- Medal 10 Rocznicy Wojny Niepodległościowej (Łotwa, 1929)[17]